# Van Ratingen
Van Ratingen was een Dordts regentengeslacht vermoedelijk afkomstig uit Ratingen, ten noordoosten van Düsseldorf. De eerste meldingen van telgen van dit geslacht in Dordrecht stammen uit de 13e eeuw en zijn verbonden aan de wijnhandel, maar het zou tot ver in de 14e eeuw duren voordat de Van Ratingens aan het stadsbestuur zouden deelnemen. De eerste waren waarschijnlijk de gebroeders Herman Vincken Tielmansz. van Ratingen en Wormbout Tielmansz. van Ratingen, respectievelijk in 1366 en 1367 burgemeester van de stad.